# 葉培建
葉培建（簡体字: 叶培建; 繁体字: 葉培建; 拼音: Yè	Péijiàn、1945年1月 - ）は中国の情報技術、航空宇宙工学専門家。現在嫦娥計画の総指揮者・総設計者。

## 経歴
1945年1月江蘇省泰興市胡庄鎮に生まれる。1962年浙江省湖州市の湖州中学を卒業し、1967年に浙江大学を卒業する。1980年にスイスのヌーシャテルに留学し、ヌーシャテル大学でPh.Dを得る。
北京航空航天大学とハルビン工業大学両方の教授であり、中国空間技術研究院（CAST）のリサーチフェローであり、主任技術者。
1986年に中国共産党に入党し、2003年中国科学院の院士となる。
英語とフランス語に堪能。